# Fons (Gard)
Fons is een gemeente in het Franse departement Gard (regio Occitanie). De plaats maakt deel uit van het arrondissement Nîmes. Fons telde op 1 januari 2022 1.734 inwoners.

## Geografie
De oppervlakte van Fons bedroeg op 1 januari 2022 9,28 vierkante kilometer; de bevolkingsdichtheid was toen 186,9 inwoners per km².

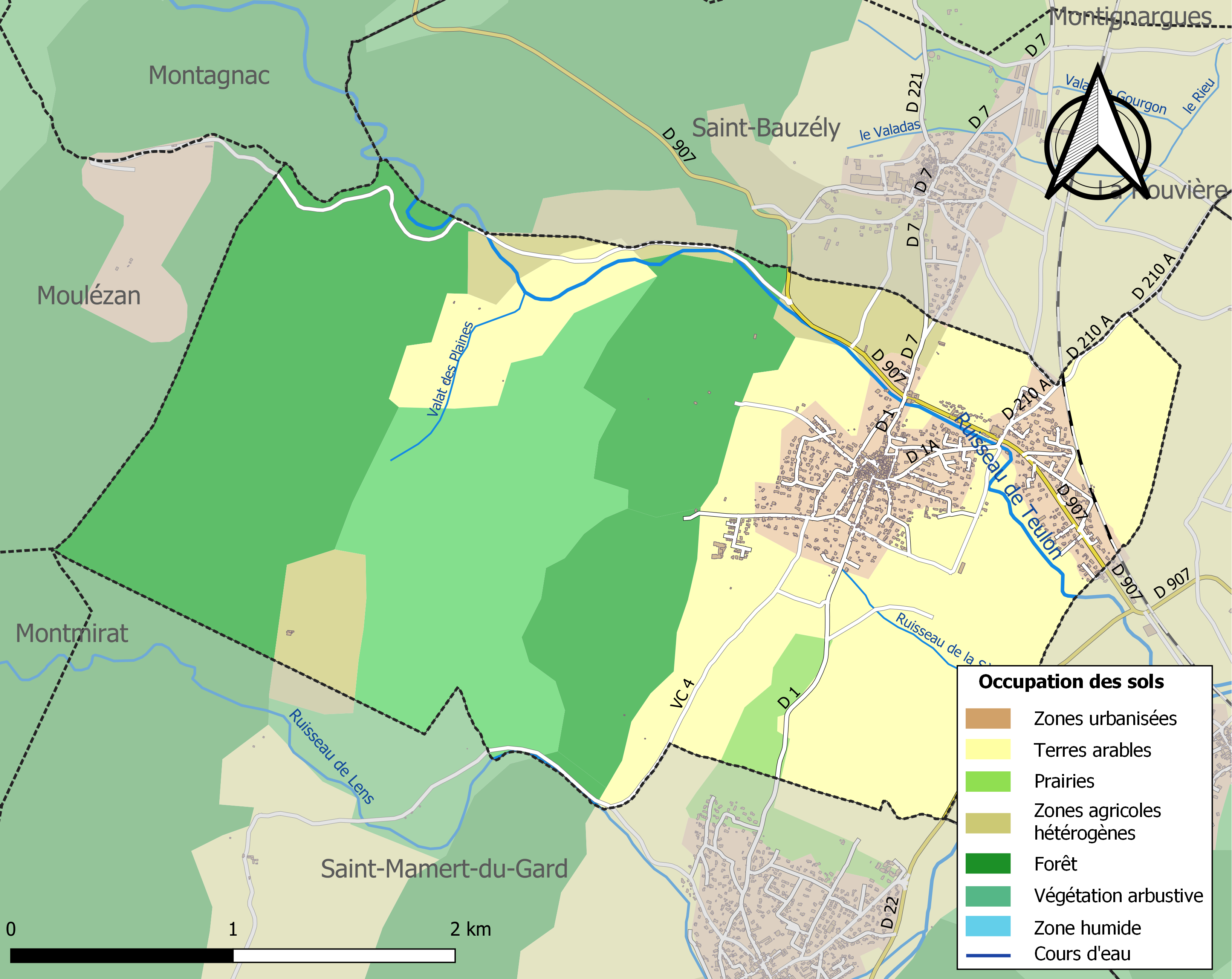
Kaart van de gemeente met belangrijkste infrastructuur, bodemgebruik en omliggende gemeenten

## Verkeer
In de gemeente ligt het spoorwegstation Fons - Saint-Mamert dat wordt bediend door treinen van de TER Occitanie.

## Demografie
Onderstaande figuur toont het verloop van het inwonertal (bron: INSEE-tellingen).